# Adenophorus abietinus
Adenophorus abietinus är en stensöteväxtart som först beskrevs av Daniel Cady Eaton och som fick sitt nu gällande namn av Karen Louise Wilson.
Adenophorus abietinus ingår i släktet Adenophorus och familjen Polypodiaceae. Inga underarter finns listade i Catalogue of Life.